# アニエスカ・ベドナレク
アグネシュカ・ベドナレク＝カシャ（Agnieszka Bednarek-Kasza, 1986年2月20日 - ）は、ポーランドの元女子バレーボール選手。ポジションはミドルブロッカー。元ポーランド代表。

## 来歴
2007年にポーランド代表に初選出され、同年のワールドカップに出場した。2008年、日本で開催された北京五輪世界最終予選でレギュラーとして活躍し同国を40年ぶりの五輪出場に貢献する。同年8月に北京五輪に出場した。
2009年、ヨーロッパ選手権において銅メダルを獲得し、自身もベストサーバー賞を受賞した。2010年、ワールドグランプリ、世界選手権に出場しチームを牽引した。

## 球歴
- オリンピック - 2008年（9位）
- ワールドカップ - 2007年（6位）
- ワールドグランプリ - 2007年（6位）、2008年（10位）、2009年（7位）、2010年（6位）
- 欧州選手権 - 2007年（4位）、2009年（3位）

## 受賞歴
- 2009年 ヨーロッパ選手権 ベストサーバー賞

## 所属クラブ
- SMS PZPS Sosnowiec
- PTPSピワ （2004-2009年）
- ムシニアンカ・ムシナ （2009-2013年）
- KPSチェミック・ポリツェ（2013-2020年）